# Ronde van de Algarve 2007
De Ronde van de Algarve 2007 (Portugees: Volta ao Algarve 2007) werd gehouden van 21 tot en met 25 februari in Portugal. De ronde wordt sinds 1960 georganiseerd. Het was de 33ste editie van deze rittenkoers, die sinds 2005 deel uitmaakte van de UCI Europe Tour (categorie 2.1). Titelverdediger was de Portugees João Cabreira. Van de 192 gestarte renners bereikten 146 de eindstreep in Portimão.

## Klassementsleiders
| Etappe      | Winnaar             | Algemeen            | Punten              | Berg           | Jongeren      |
| 1           | Gert Steegmans      | Gert Steegmans      | Gert Steegmans      | Tiago Machado  | Tiago Machado |
| 2           | Bernhard Eisel      | Gert Steegmans      | Bernhard Eisel      | Lars Boom      | Tiago Machado |
| 3           | Alessandro Petacchi | Bernhard Eisel      | Bernhard Eisel      | Tom Stubbe     | Tiago Machado |
| 4           | Alessandro Petacchi | Alessandro Petacchi | Alessandro Petacchi | Wim Van Huffel | Tiago Machado |
| 5           | Alessandro Petacchi | Alessandro Petacchi | Alessandro Petacchi | Wim Van Huffel | Tiago Machado |
| Eindstanden | Eindstanden         | Alessandro Petacchi | Alessandro Petacchi | Wim Van Huffel | Tiago Machado |

## Etappe-overzicht
| etappe | datum       | start         | finish   | afstand  | winnaar             | klassementsleider   |
| ------ | ----------- | ------------- | -------- | -------- | ------------------- | ------------------- |
| 1e     | 21 februari | Albufeira     | Faro     | 191,3 km | Gert Steegmans*     | Gert Steegmans      |
| 2e     | 22 februari | Castro Marim  | Tavira   | 177,0 km | Bernhard Eisel      | Gert Steegmans      |
| 3e     | 23 februari | Lagoa         | Lagos    | 208,3 km | Alessandro Petacchi | Bernhard Eisel      |
| 4e     | 24 februari | Santo António | Loulé    | 187,2 km | Alessandro Petacchi | Alessandro Petacchi |
| 5e     | 25 februari | Vila do Bispo | Portimão | 185,6 km | Alessandro Petacchi | Alessandro Petacchi |

* Alessandro Petacchi won de eerste etappe, maar hij werd gedeclasseerd wegens onreglementair sprinten.

## Startlijst
| LA-MSS | Milram | Discovery Channel |  |
| - 1. João Cabreira - 2. Bruno Pires - 3. Pedro Cardoso - 4. Claudio Faria - 5. Edgar Anão - 6. Bruno Neves - 7. Xavier Tondo - 8. Ángel Vázquez                               | - 11. Alessandro Petacchi - 12. Alessandro Cortinovis - 13. Volodymyr Djoedja - 14. Björn Schröder - 15. Alberto Ongarato - 16. Marcel Sieberg - 17. Fabio Sacchi - 18. Marco Velo        | - 21. Steve Cummings - 22. Stijn Devolder - 23. Vladimir Goesev - 24. Egoi Martínez - 25. Sérgio Paulinho - 26. Jaroslav Popovytsj - 27. Matthew White - 28. Tomas Vaitkus                   |  |
| Predictor-Lotto | Astana | Quickstep-Innergetic |  |
| - 31. Preben Van Hecke - 32. Wim De Vocht - 33. Bert Roesems - 34. Roy Sentjens - 35. Tom Steels - 36. Jurgen Van den Broeck - 37. Greg Van Avermaet - 38. Wim Van Huffel     | - 41. Andreas Klöden - 42. Antonio Colom - 43. Matthias Kessler - 44. René Haselbacher - 45. Sergej Ivanov - 46. Benoît Joachim - 47. Gennadi Michajlov - 48. Grégory Rast                | - 51. Addy Engels - 52. Davide Viganò - 53. Juan Manuel Gárate - 54. Hubert Schwab - 55. Gert Steegmans - 56. Peter Van Petegem - 57. Wouter Weylandt - 58. Maarten Wynants                  |  |
| T-Mobile | Française des Jeux | Gerolsteiner |  |
| - 61. Bernhard Eisel - 62. Lorenzo Bernucci - 63. Scott Davis - 64. André Korff - 65. Andreas Klier - 66. Servais Knaven - 67. Thomas Ziegler - 68. Patrik Sinkewitz          | - 71. Christophe Mengin - 72. Carlos Da Cruz - 73. Frédéric Guesdon - 74. Arnaud Gérard - 75. Christophe Detilloux - 76. Sébastien Chavanel - 77. Philippe Gilbert - 78. Thierry Marichal | - 81. Davide Rebellin - 82. Thomas Fothen - 83. David Kopp - 84. Andrea Moletta - 85. Matthias Russ - 86. Ronny Scholz - 87. Stefan Schumacher - 88. Markus Zberg                            |  |
| Unibet.com | Cofidis | Benfica |  |
| - 91. Marco Zanotti - 92. Jeremy Hunt - 93. Jimmy Casper - 94. Stijn Vandenbergh - 95. Markus Eichler - 96. Arnaud Coyot - 97. Erwin Thijs - 98. Niels Scheuneman             | - 101. Kevin De Weert - 102. Michiel Elijzen - 103. Mathieu Heijboer - 104. Tyler Farrar - 105. Geoffroy Lequatre - 106. Sébastien Minard - 107. Nick Nuyens - 108. Staf Scheirlinckx     | - 111. José Azevedo - 112. Sergio Ribeiro - 113. Javier Benitez - 114. Mikel Pradera - 115. Pedro Lopes - 116. Renato Silva - 117. Rui Costa - 118. Bruno Castanheira                        |  |
| Chocolade Jacques-Topsport Vlaanderen | Wiesenhof-Felt | Barloworld |  |
| - 121. Niko Eeckhout - 122. Steven Caethoven - 123. Glenn D'Hollander - 124. Evert Verbist - 125. Johan Coenen - 126. Dimitri De Fauw - 127. Iljo Keisse - 128. Tom Stubbe    | - 131. Steffen Wesemann - 132. Olaf Pollack - 133. Steffen Radochla - 134. Jörg Ludewig - 135. Daniel Musiol - 136. Stefan van Dijk - 137. Torsten Schmidt - 138. Bas Giling              | - 141. Hugo Sabido - 142. Aleksandr Jefimkin - 143. Fabrizio Guidi - 144. Pedro Arreitunandia - 145. Ryan Cox - 146. Giosuè Bonomi - 147. Robert Hunter - 148. Enrico Degano                 |  |
| Liberty Seguros | Duja-Tavira | Madeinox-Bric-Loulé |  |
| - 151. Nuno Ribeiro - 152. César Antunes Quiterio - 153. Luis Pinheiro - 154. Rui Sousa - 155. Pablo Urtasun - 156. Carlos Nozal - 157. Héctor Guerra - 158. Hernâni Brôco    | - 161. Nelson Vitorino - 162. Krassimir Vasilev - 163. Martín Garrido - 164. Ricardo Mestre - 165. Luis Silva - 166. Daniel Petrov - 167. Samuel José Caldeira - 168. David Blanco        | - 171. Nuño Marta - 172. Alejandro Marques - 173. André Moreira - 174. José Vaz - 175. Helder Oliveira - 176. Fernando Sousa - 177. Gilberto Martins - 178. Sérgio Sousa                     |  |
| Paredes Rota dos Móveis | Barbot-Halcon | Riberalves-Boavista |  |
| - 181. Pedro Barnabe - 182. Bruno Barbosa - 183. André Cardoso - 184. Marcio Correia - 185. Alexis Rodríguez - 186. Ricardo Martins - 187. Virgilo Neves - 188. Bruno Sa      | - 191. Celestino Pinho - 192. Rui Filipe Pinto - 193. Claus Michael Møller - 194. Pedro Soeiro - 195. Francisco Pacheco - 196. Rui Sá - 197. Jorge Brito - 198. Ricardo Horta             | - 201. Tiago Machado - 202. Manuel Cardoso - 203. Celio Cristiano Sousa - 204. Jacek Morajko - 205. Nelson Hugo Rocha - 206. Hugo Manuel Vitor - 207. Stefan Kushlev - 208. Virgilio Martins |  |
| Vitória-ASC | Rabobank Continental | Murphy & Gunn-Newlyn-Donnelly-Sean Kelly |  |
| - 211. Paulo Barroso - 212. Pedro Costa - 213. José Carlos Silva - 214. Micael Isidoro - 215. Gilberto Sampaio - 216. José Martins - 217. José Manuel Cunha - 218. Ng Yong Li | - 221. Lars Boom - 222. Jos van Emden - 223. Tom Leezer - 224. Martijn Maaskant - 225. Rob Ruijgh - 226. Evgeny Popov - 227. Thomas Berkhout - 228. Arjen de Baat                         | - 231. Paidi O'Brien - 232. Mark Cassidy - 233. Christophe Beddegenoots - 234. Devi Vervaeke - 235. Simon Kelly - 236. Stephen Gallagher - 237. Glenn Bak - 238. Tim Meeusen                 |  |

## Etappe-uitslagen

### 1e etappe
| Albufeira – Faro (191,3 km) |                  |                      |          |
| Plaats                      | Naam             | Ploeg                | Tijd     |
| Winnaar                     | Gert Steegmans   | Quickstep-Innergetic | 3u43'30" |
| 2                           | René Haselbacher | Astana Pro Team      | z.t.     |
| 3                           | Tomas Vaitkus    | Discovery Channel    | z.t.     |

### 2e etappe
| Castro Marim – Tavira (177 km) |                |            |          |
| Plaats                         | Naam           | Ploeg      | Tijd     |
| Winnaar                        | Bernhard Eisel | T-Mobile   | 4u23'03" |
| 2                              | Jimmy Casper   | Unibet.com | z.t.     |
| 3                              | Fabrizio Guidi | Barloworld | z.t.     |

### 3e etappe
| Lagoa – Lagos (208 km) |                     |                   |          |
| Plaats                 | Naam                | Ploeg             | Tijd     |
| Winnaar                | Alessandro Petacchi | Team Milram       | 5u05'46" |
| 2                      | Bernhard Eisel      | T-Mobile          | z.t.     |
| 3                      | Tomas Vaitkus       | Discovery Channel | z.t.     |

### 4e etappe
| Vila Real de Santo António – Loulé (187,2 km) |                     |                   |          |
| Plaats                                        | Naam                | Ploeg             | Tijd     |
| Winnaar                                       | Alessandro Petacchi | Team Milram       | 4u42'22" |
| 2                                             | Davide Rebellin     | Team Gerolsteiner | z.t.     |
| 3                                             | René Haselbacher    | Astana Pro Team   | z.t.     |

### 5e etappe
| Vila do Bispo – Portimão (185,6 km) |                     |                   |          |
| Plaats                              | Naam                | Ploeg             | Tijd     |
| Winnaar                             | Alessandro Petacchi | Team Milram       | 3u43'30" |
| 2                                   | René Haselbacher    | Astana Pro Team   | z.t.     |
| 3                                   | Tomas Vaitkus       | Discovery Channel | z.t.     |

## Eindklassementen
| Plaats    | Naam                | Ploeg                | Tijd      |
| --------- | ------------------- | -------------------- | --------- |
| Gele trui | Alessandro Petacchi | Team Milram          | 23u33'02" |
| 2         | René Haselbacher    | Astana Pro Team      | + 00' 20" |
| 3         | Tomas Vaitkus       | Discovery Channel    | + 00' 22" |
| 4         | Davide Rebellin     | Team Gerolsteiner    | + 00' 27" |
| 5         | Philippe Gilbert    | Française des Jeux   | + 00' 29" |
| 6         | Tiago Machado       | Riberalves-Boavista  | + 00' 31" |
| 7         | Geoffroy Lequatre   | Cofidis              | + 00' 33" |
| 8         | Thomas Ziegler      | T-Mobile             | z.t.      |
| 9         | Aleksandr Jefimkin  | Barloworld           | z.t.      |
| 10        | Maarten Wynants     | Quickstep-Innergetic | z.t.      |
|           |                     |                      |           |
| 55        | Tom Leezer          | Rabobank Continental | + 03' 39" |

| Plaats      | Naam                | Ploeg             | Punten |
| ----------- | ------------------- | ----------------- | ------ |
| Groene trui | Alessandro Petacchi | Team Milram       | 96     |
| 2           | Bernhard Eisel      | T-Mobile          | 55     |
| 3           | Tomas Vaitkus       | Discovery Channel | 49     |

| Plaats    | Naam            | Ploeg                | Punten |
| --------- | --------------- | -------------------- | ------ |
| Rode trui | Wim Van Huffel  | Predictor-Lotto      | 18     |
| 2         | Tom Stubbe      | Chocolade Jacques    | 17     |
| 3         | Thomas Berkhout | Rabobank Continental | 15     |

| Plaats     | Naam              | Ploeg                | Tijd |
| ---------- | ----------------- | -------------------- | ---- |
| Witte trui | Tiago Machado     | Riberalves-Boavista  |      |
| 2          | Tom Leezer        | Rabobank Continental |      |
| 3          | Greg Van Avermaet | Predictor-Lotto      |      |

| Plaats      | Naam             | Ploeg               | Punten |
| ----------- | ---------------- | ------------------- | ------ |
| Oranje trui | Philippe Gilbert | Française des Jeux  |        |
| 2           | Davide Rebellin  | Team Gerolsteiner   |        |
| 3           | Tiago Machado    | Riberalves-Boavista |        |

| Plaats      | Naam          | Ploeg               | Punten |
| ----------- | ------------- | ------------------- | ------ |
| Paarse trui | Roy Sentjens  | Predictor-Lotto     | 11     |
| 2           | Tiago Machado | Riberalves-Boavista | 6      |
| 3           | Tom Stubbe    | Chocolade Jacques   | 5      |

1960 · 1961 · 1962-1976 · 1977 · 1978 · 1979 · 1980 · 1981 · 1982 · 1983 · 1984 · 1985 · 1986 · 1987 · 1988 · 1989 · 1990 · 1991 · 1992 · 1993 · 1994 · 1995 · 1996 · 1997 · 1998 · 1999 · 2000 · 2001 · 2002 · 2003 · 2004 · 2005 · 2006 · 2007 · 2008 · 2009 · 2010 · 2011 · 2012 · 2013 · 2014 · 2015 · 2016 · 2017 · 2018 · 2019 · 2020 · 2021 · 2022 · 2023 · 2024 · 2025